# Jelizabet Toersynbajeva
Jelizabet Toersynbajeva (Kazachs: Элизабет Тұрсынбаева) (Moskou, 14 februari 2000) is een in Rusland geboren Kazachs voormalig kunstschaatsster. Toersynbajeva nam in 2018 deel aan de Olympische Winterspelen in Pyeongchang en werd er twaalfde. In 2019 won ze de zilveren medaille op de Wereldkampioenschappen.

## Biografie
Toersynbajeva begon op vijfjarige leeftijd met kunstschaatsen, in navolging van haar broer Timur, die ook kunstschaatser is. Ze trainde in het begin met diverse Russische coaches. Toen haar laatste coach Eteri Toetberidze, net als de andere Russen, in 2013 geen buitenlandse schaatsers meer mocht trainen, zocht ze contact met Brian Orser. Met hem ging ze verder trainen.
In 2015 ging ze met haar moeder in Canada wonen. Op de Olympische Jeugdwinterspelen in Lillehammer (2016) won de meervoudig Kazachs kampioene de bronzen medaille. Haar internationale doorbraak kwam in 2019 toen ze de zilveren medaille bemachtigde op achtereenvolgens de viercontinentenkampioenschappen en de wereldkampioenschappen.
In september 2021 kondigde Toersynbajeva aan dat ze gestopt was met kunstschaatsen.

## Persoonlijke records
Behaald tijdens ISU wedstrijden. 
|                     | punten | datum         | toernooi |
| ------------------- | ------ | ------------- | -------- |
| Hoogste totaalscore | 224.76 | 22 maart 2019 | WK       |
| Hoogste korte kür   | 075.96 | 20 maart 2019 | WK       |
| Hoogste lange kür   | 148.80 | 22 maart 2019 | WK       |

## Belangrijke resultaten
| Kampioenschap                | 12/13   | 13/14 | 14/15 | 15/16 | 16/17  | 17/18 | 18/19  |
| ---------------------------- | ------- | ----- | ----- | ----- | ------ | ----- | ------ |
| Olympische Spelen            |         |       |       |       |        | 12e   |        |
| Wereldkampioenschap          |         |       |       | 12e   | 9e     | 11e   | Zilver |
| Viercontinentenkampioenschap |         |       |       |       | 8e     | 12e   | Zilver |
| Nationaal kampioenschap      |         |       | Goud  | Goud  | Goud   |       |        |
| Olympische Jeugdspelen       |         |       |       | Brons |        |       |        |
| WK junioren                  |         | 11e   | 4e    | 5e    | t.z.t. |       |        |
| NK junioren                  | 13e (*) |       |       |       |        |       |        |

(*) = bij de Russische juniorenkampioenschappen
t.z.t. = trok zich terug